# اینو سوینیو
اینو سوینیو (فنلاندی: Eino Soinio؛ ۱۲ نوامبر ۱۸۹۴ – ۷ دسامبر ۱۹۷۳ (۷۹ سال)) بازیکن فوتبال اهل فنلاند بود.
از باشگاه‌هایی که در آن بازی کرده‌است می‌توان به باشگاه فوتبال هلسینکی و باشگاه فوتبال هلسینگین پالوسئورا اشاره کرد.
وی همچنین در تیم ملی فوتبال فنلاند بازی کرده‌است.